# عباس شاکری
عباس شاکری حسین‌آباد (متولد ۱۳۳۷ در یزد) اقتصاددان نهادگرای ایرانی، استاد تمام دانشکده اقتصاد دانشگاه علامه طباطبایی و سردبیر فصل‌نامه اقتصاد و جامعه است.
او عضو پیوسته فرهنگستان علوم ایران است.
شاکری برای نگارش کتاب مقدمه‌ای بر اقتصاد ایران برگزیدهٔ اولِ دهمین دورهٔ جشنوارهٔ بین‌المللی فارابی شد.

اقتصاد کلان
عباس شاکری از اساتید برجسته مباحث مربوط به اقتصاد کلان در دانشکده اقتصاد دانشگاه علامه طباطبایی است. کتاب اقتصاد کلان شاکری به عنوان یکی از کتب مرجع برای تدریس اقتصاد کلان به شمار می‌رود و در تدوین برخی کتاب‌های آموزشی اقتصاد کلان به عنوان منبع مورد استفاده قرار گرفته است.
او معتقد است نقدینگی در ایران عامل اصلی تورم نبوده و جهش قیمت ارز باعث آن است و تشدید کسری بودجه دولت در بعد رخ دادن جهش‌های ارزی نیز به دلیل سیاست‌های تثبیتی نبوده و بخاطر خود جهش قیمت ارز است. به عنوان مثال وی تقاضای مردم برای خرید برنج در بقالی را اشاره می‌کند که سبب افزایش قیمت برنج در بقالی نمی‌شود و قیمت ارز باعث تغییر قیمت برنج در بقالی می‌شود. او رابطه بین شاخص‌‌های اقتصادی تورم، نقدینگی، کسری بودجه دولت، نرخ ارز و وضعیت تجارت خارجی رابطه مبادله در اقتصاد ایران را بدین صورت می‌داند که قیمت ارز عامل اصلی ایجاد و بغرنج شدن وضعیت سایر شاخص‌های ذکر شده است.
عباس شاکری از جمله اساتیدی است که بر اهمیت توجه به مفروضات نظریه‌های اقتصادی تاکید فراوان دارد و معتقد است برای ارائه یک تحلیل درست باید به مطابقت پیش‌فرض‌های خود با واقعیت موجود دقت کنیم. وی که در شبکه‌های اجتماعی حضور ندارد و در عرصه عمومی نیز بسیار کم سخنرانی و مصاحبه می‌کند، در یک سخنرانی به تاریخ ۹ خرداد ۱۴۰۱ با موضوع جراحی اقتصادی از عدم توجه بایسته بسیاری از تحلیل‌گران اقتصادی به روش‌شناسی علم اقتصاد و مفروضات نظریه‌های اقتصادی گلایه کرد و گفت غلبه این گونه تحلیل‌ها بر فضاهای رسانه‌ای و علمی انگیزه انسان را برای اظهار نظر از بین می‌برد. شاکری در این سخنرانی با کنایه درباره این دسته از تحلیل‌ها اظهار داشت: صندوق بین‌المللی پول چند دهه قبل خدمت بزرگی به جامعه ایران کرد؛ این نهاد یک بسته سیاستی منتشر کرد که با گذشت چند دهه همچنان عده‌ای در ایران تصور می‌کنند با حفظ کردن گزاره‌ها و سیاست‌های آن بسته می‌توانند کارشناس و اقتصاددان بشوند. 

تورم در ایران
شاکری با نگاه تک‌علیتی و تک‌ساحتی در تبیین تورم مخالف است و می‌گوید دست‌های قدرت‌طلب و منفعت‌طلب سعی در آدرس غلط دادن درباره تورم دارند تا سیاستگذاران و مردم را سردرگم کنند. او معتقد است: ریشه‌یابی و تحلیل تورم در عین حال که قدری پیچیده است اما چارچوب و سیر تحلیل آن بسیار روشن است. در تاریخ اندیشه اقتصادی تورم معلول و نتیجه سه گروه از عوامل است. در واقع این سه گروه عوامل هستند که نوع تورم را تشخص می‌دهند. تورم یا معلول جاذبه تقاضاست  (demand pull inflation) یا حاصل فشار هزینه‌هاست (Cost push inflation) یا ماهیت ساختاری دارد. درباره نوع سوم تورم سه گروه عوامل ساختاری ذکر شده است؛ یکی قدرت قیمت‌گذاری دلخواه (Arbitrary markup pricing)، یکی تضادهای توزیعی  (Distribution conflicts) و دیگری شاخص‌بندی (indexation).
او رابطه بین شاخص‌‌های اقتصادی تورم، نقدینگی، کسری بودجه دولت، نرخ ارز و وضعیت تجارت خارجی رابطه مبادله در اقتصاد ایران را بدین صورت می‌داند که قیمت ارز عامل اصلی ایجاد و بغرنج شدن وضعیت سایر شاخص‌های ذکر شده است.